# Palaquium gutta
Palaquium gutta (Hook.) Baill., conosciuto anche come albero della guttaperca, è una pianta appartenente alla famiglia delle Sapotaceae. L'epiteto specifico gutta deriva dalla parola malese getah che significa "linfa o lattice".

## Descrizione
Palaquium gutta è un albero che cresce fino a 40 m di altezza. La corteccia è di colore bruno-rossastro. Le infiorescenze portano fino a 12 fiori. I frutti sono rotondi o ellissoidali, talvolta brunastri e tomentosi, lunghi fino a 2,5 cm.

## Distribuzione e habitat
Palaquium gutta è originario di Sumatra, della Malesia peninsulare, di Singapore e del Borneo. Il suo habitat è costituito da foreste di pianura miste di dipterocarpi e kerangas.

## Usi
I semi di Palaquium gutta vengono utilizzati per produrre saponi e candele, e occasionalmente anche in cucina. Il lattice viene utilizzato per produrre la guttaperca. Il legname viene tagliato e commercializzato come nyatoh.